# Javagator
Javagator fue un proyecto de Netscape Communications Corporation para desarrollar un navegador web completamente en lenguaje de programación Java. El proyecto fue también conocido por el nombre clave Maui.

## Características del proyecto
El proyecto Javagator fue presentado el 11 de junio de 1997 como consecuencia de la asociación de Netscape Communications Corporation con Sun Microsystems en la campaña 100% Pure Java, consistente en desarrollar aplicaciones multiplataforma utilizando únicamente Java; con este movimiento, ambas empresas buscaban posicionarse como competencia para Microsoft.
Además, Sun Microsystems necesitaba aplicaciones útiles para su línea de computadoras de red; Javagator permitiría navegar contenidos en Internet y no sólo en intranets. Por tal razón, Javagator iba a ser incluido en su paquete de aplicaciones WebTop.

## Cronología
El proyecto fue presentado el 11 de junio de 1997 por Marc Andreessen, en ese momento jefe de tecnología en Netscape, durante una conferencia para desarrolladores organizada por la compañía. El nuevo producto estaría basado en la suite de Internet Netscape Communicator. En ese momento, Andreessen también mencionó los beneficios desarrollar software multiplataforma.
El 26 de agosto de 1997, Netscape Communications Corporation anunció que usaría parte del código fuente del navegador web HotJava, desarrollado por Sun Microsystems. Por su parte, Sun Microsystems se comprometió a incluir Javagator en sus ordenadores de red y el motor de renderizado Gemini en su Java Development Kit como un componente JavaBeans.
El 30 de diciembre de 1997 se anunció que las versiones beta estarían listas para marzo de 1998 (aunque no se confirmó si estarían disponibles para el público) y una versión final sería lanzada en julio del mismo año.
A principios de 1998 se supo que se estudió cancelar el proyecto Javagator por el balance negativo que tuvo Netscape Communications Corporation al finalizar el año 1997. Finalmente fue el apoyo de IBM —también desarrolladores de ordenadores de red— y Sun Microsystems lo que los hizo cambiar de idea.
El 26 de febrero de 1998, los proyectos Javagator y Gemini fueron indefinidamente detenidos. Netscape Communications Corporation explicó que esperaba ayuda de IBM y Sun Microsystems con el desarrollo y comercialización del producto.
A principios de abril de 1998, con la liberación del código fuente de Netscape Communicator y el lanzamiento del proyecto Jazilla, volvieron a correr rumores sobre una posible cancelación total del proyecto Javagator; esto fue desmentido en ese momento por la vocera oficial de Netscape Communications Corporation.
El 30 de junio de 1998 el proyecto Javagator fue finalmente cancelado. El primer anuncio fue hecho por Marc Andreessen aduciendo lo ineficiente del lenguaje de programación Java y la baja performance de la Máquina virtual Java en el lado del cliente. En este momento se volvió a sugerir a la idea de liberar el código fuente. Oficialmente, Netscape Communications Corporation expuso como razones la falta de recursos económicos y la existencia en paralelo del proyecto Jazilla.
Durante la compra de Netscape Communicatons Corporation por parte de AOL en 1998/1999, Sun Microsystems estuvo asociada a esta última; esto le daría privilegios en el área de desarrollo de aplicaciones. En ese momento Sun Microsystems insinuó sus intenciones para completar el proyecto Javagator.